# Tori Spelling
Victoria Davey Spelling (n. 16 mai 1973, Los Angeles, California, SUA) este o actriță și scriitoare americană. Este cunoscută pentru interpretarea personajului Donna Martin în serialul american Beverly Hills, 90210, produs de tatăl său, Aaron Spelling. A mai apărut în filme de televiziune, precum: A Friend to Die For (1994), A Carol Christmas (2003), The Mistle-Tones (2012), ambele versiuni ale peliculei Mother, May I Sleep with Danger? (1996 & 2016) și The Last Sharknado: It's About Time (2018). A făcut de asemenea parte din distribuția unor filme independente ca The House of Yes (1997), Trick (1999), Scary Movie 2 (2001), Cthulhu (2007), Kiss the Bride (2007) și Izzie's Way Home (2016). Și-a reluat rolul lui Donna Martin în 2019, cu ocazia lansării unui spin-off al Beverly Hills, 90210, intitulat  BH90210.

## Copilărie
Tori Spelling s-a născut în Los Angeles, California. Este fiica lui Candy Spelling (născută Marer; n.1945) și a producătorului de film și televiziune Aaron Spelling (1923-2006). Aaron a produs seriale de televizune precum Îngerii lui Charlie (1976-1981), The Love Boat (1977-1986), Dinastia (1981-1989), Beverly Hills, 90210 (1990-2000) și Sunset Beach (1997-1999). Tori are un frate mai mic, Randy, fost actor care din 2009 lucrează ca și life coach. Părinții lui Spelling provin din familii de evrei ce au emigrat din Rusia și Polonia în Statele Unite. Al doilea prenume al lui Tori Spelling, Davey, vine de la bunicul său patern, David Spelling. Ea a studiat la Beverly Hills High School în Beverly Hills și a absolvit Harvard-Westlake School în 1991.
Nașii săi au fost Dean Martin și Barbara Stanwyck.

## Carieră
La vârsta de șase ani, Spelling ia lecții de actorie de la un profesor angajat de tatăl său. Urmează să joace părți minore în seriale ca The Love Boat, T. J. Hooker, Hotel, Fantasy Island, Vega$ și Saved by the Bell. La vârsta de 17 ani, primește rolul lui Donna Martin în serialul Beverly Hills, 90210, co-produs de compania tatălui său, Spelling Television. Tori o portretizează pe Donna pe întreaga perioadă de difuzare a show-ului și este nominalizată la două Young Artist Awards.   
În timp ce juca în Beverly Hills, 90210, Spelling face parte din distibuția câtorva filme independente și de televizune, ca Co-ed Call Girl (1996), A Friend to Die For (1994), Mother, May I Sleep with Danger? (1996), The House of Yes (1997) și Trick (1999).
În 2006, Spelling apare în sitcom-ul produs de VH1, So Notorious, care îi parodia imaginea publică.

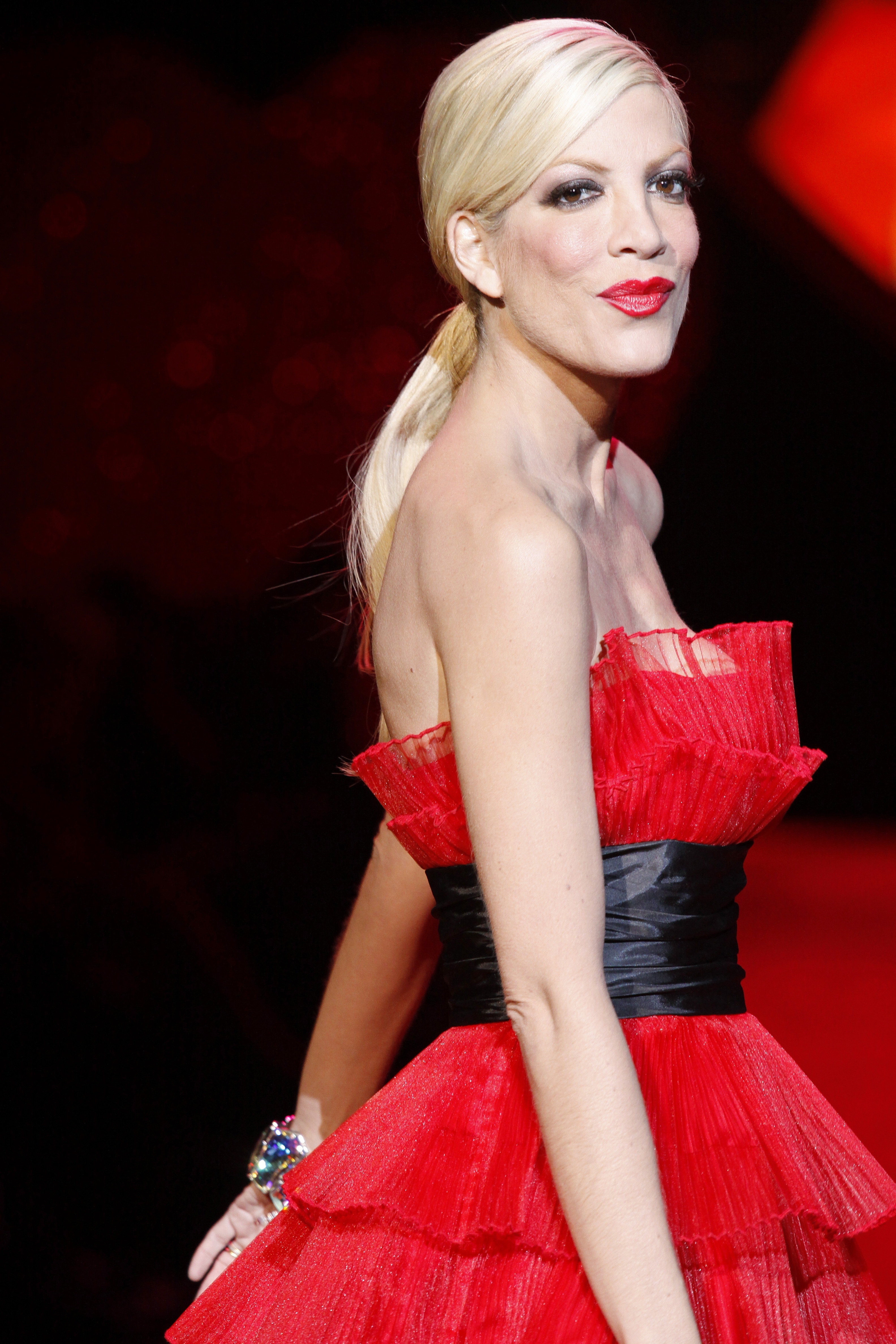
Spelling la New York Fashion Week, 2009

În 11 martie 2008, Spelling își publică autobigrafia, intitulată sTORI Telling. A doua sa carte, Mommywood, a fost publicată pe 14 aprilie 2009. 
În 7 ianuarie 2009, se speculează că Spelling își va relua rolul lui Donna Martin în spin-off-ul serialului Beverly Hills, 90210, 90210. Spelling apare în al nouăsprezecelea și al douăzecelea episod al seriei, ca invitat special.
În 2010, Spelling își publică a treia carte, Unchartet TerriTORI. Spelling a declarat revistei People:
„Iubesc să împărtășesc poveștile și experiențele mele cu oamenii și să mă conectez cu ei la nivel umoristic și emoțional. Răspunsul la primele mele două cărți a fost atât de pozitiv încât am vrut să scriu o a treia carte, pentru fanii mei.”
În august 2013, este anunțat că Spelling a pornit producția unui serial reality intitulat Tori & Dean: Cabin Fever. Acțiunea serialului gravita în jurul familiei lui Spelling în timp ce aceasta se muta la o cabană din Ontario, Canada. Cabana trebuia renovată pentru a deveni casa lor de vacanță. Cele opt episoade de jumătate de oră au fost difuzate pe CMT Canada și HGTV în 2014.
În 2016, Spelling dublează personajul April în filmul de animație Izzy's Way Home.  În același an, joacă în filmul TV Mother, May I Sleep with Danger?, cu James Franco.
În noiembrie 2020, Spelling a început un podcast alături de co-starul din Beverly Hills, 90210, Jennie Garth. Podcastul, intitulat 9021OMG, revizitează episoade din serialul iconic iar cele două gazde împărtășesc amintiri din timpul filmărior. Podcastul e disponibil pe Spotify.

## Filmografie

### Filme
| An   | Titlu                            | Rol                              | Note   |
| ---- | -------------------------------- | -------------------------------- | ------ |
| 1989 | Troop Beverly Hills              | Jamie                            |        |
| 1996 | Calls for Cthulhu                | Susan                            |        |
| 1997 | The House of Yes                 | Lesly                            |        |
| 1997 | Scream 2                         | Herself / "Stab" Sidney Prescott |        |
| 1999 | Trick                            | Katherine                        |        |
| 2000 | Perpetrators of the Crime        | Lucy                             |        |
| 2001 | Scary Movie 2                    | Alex Monday                      |        |
| 2002 | Naked Movie                      | Iris Pytlak                      |        |
| 2003 | Sol Goode                        | Tammie                           |        |
| 2003 | Evil Alien Conquerors            | Jan (uncredited)                 |        |
| 2004 | 50 Ways to Leave Your Lover      | Stephanie                        |        |
| 2005 | Stewie Griffin: The Untold Story | Donna Martin                     | Dublaj |
| 2007 | Cthulhu                          | Susan                            |        |
| 2007 | Kiss the Bride                   | Alex Golski                      |        |
| 2016 | Izzie's Way Home                 | April                            | Dublaj |

### Televiziune
| An         | Titlu                                                  | Rol                          | Note                                                          |
| ---------- | ------------------------------------------------------ | ---------------------------- | ------------------------------------------------------------- |
| 1981       | Vega$                                                  | Julie                        | "Seek and Destroy"                                            |
| 1983       | Matt Houston                                           | Nelli Brant                  | "Fear for Tomorrow"                                           |
| 1983       | Shooting Stars                                         | Jenny O'Keefe                | film TV                                                       |
| 1983       | Fantasy Island                                         | Christy / Laurie Shannon     | 2 episoade                                                    |
| 1983       | The Love Boat                                          | Penny Gibson / Sarah Toomey  | 2 episoade                                                    |
| 1983       | Hotel                                                  | Lisa Walker                  | Episod: "Christmas"                                           |
| 1984       | T. J. Hooker                                           | Toni Polnoi                  | "Grand Theft Auto"                                            |
| 1985       | Hotel                                                  | Sara                         | "Cry Wolf"                                                    |
| 1987       | Hotel                                                  | Jody 'Jo' Payne              | "Barriers"                                                    |
| 1989       | Monsters                                               | Beverly                      | "The Match Game"                                              |
| 1990       | Saved by the Bell                                      | Violet Bickerstaff           | Episoade: "House Party", "The Glee Club", "Check Your Mate"   |
| 1990-2000  | Beverly Hills, 90210                                   | Donna Martin                 | rol principal                                                 |
| 1992       | Melrose Place                                          | Donna Martin                 | "Pilot", "Friends & Lovers"                                   |
| 1994       | Burke's Law                                            | Mary McKenna                 | Episod: "Who Killed the Host at the Roast?"                   |
| 1994       | A Friend to Die For                                    | Stacey Lockwood              | film TV                                                       |
| 1995       | Awake to Danger                                        | Aimee McAdams                | film TV                                                       |
| 1995       | Biker Mice from Mars                                   | Romana Parmesana             | Dublaj; "Hit the Road, Jack"                                  |
| 1996       | Deadly Pursuits                                        | Meredith                     | film TV                                                       |
| 1996       | Co-ed Call Girl                                        | Joanna                       | film TV                                                       |
| 1996       | Malibu Shores                                          | Jill                         | Episod: "The Competitive Edge"                                |
| 1996       | Mother, May I Sleep with Danger?                       | Laurel Lewisohn              | film TV                                                       |
| 1997       | Alibi                                                  | Marti Gerrard                | film TV                                                       |
| 2003       | So Downtown                                            | Liz                          |                                                               |
| 2003       | A Carol Christmas                                      | Carol Cartman                | film TV                                                       |
| 2004       | The Help                                               | Molly the Dog Walker         | rol secundar                                                  |
| 2004       | Less than Perfect                                      | Roxanne Fielder              | Episod: "Claude's Roxanne"                                    |
| 2005       | Family Plan                                            | Charlie                      | film TV                                                       |
| 2005       | American Dad!                                          | Kim                          | Dublaj; Episod: "Stan Knows Best"                             |
| 2005       | Hush                                                   | Nina Hamilton                | film TV                                                       |
| 2005       | Mind Over Murder                                       | Holly Winters                | film TV                                                       |
| 2006       | So Notorious                                           | Tori Spelling                |                                                               |
| 2007-2012  | Tori & Dean: Home Sweet Hollywood                      | Ea însăși                    |                                                               |
| 2007       | The House Sitter                                       | Elise Crawford               | film TV                                                       |
| 2007       | Jeopardy!                                              | Ea însăși                    | 1 episod, prezentatoare                                       |
| 2007, 2009 | Smallville                                             | Linda Lake                   | Episoade: "Hydro" & “Infamous”                                |
| 2008       | Mother Goose Parade                                    | Grand Marshall               | film TV                                                       |
| 2009       | Rick & Steve: The Happiest Gay Couple in All the World | Gina Michaels                | Dublaj; Episod: "The Only Straight in the Village"            |
| 2009       | RuPaul's Drag Race                                     | Ea însăși                    | Sezonul 1, Episodul 3;                                        |
| 2009       | 90210                                                  | Donna Martin                 | Episoade: "Okaeri, Donna!", "Between a Sign and a Hard Place" |
| 2011       | Jake and the Never Land Pirates                        | Pirate Princess              | Dublaj                                                        |
| 2011       | Big Brother 13                                         | Ea însăși                    | Invitată                                                      |
| 2012       | The Mistle-Tones                                       | Marci                        | film TV                                                       |
| 2012       | Craft Wars                                             | Ea însăși/Gazdă              |                                                               |
| 2014       | True Tori                                              | Ea însăși                    | rol principal                                                 |
| 2014       | Tori & Dean: Cabin Fever                               | Ea însăși                    |                                                               |
| 2014       | Mystery Girls                                          | Holly Hamilton               | rol principal                                                 |
| 2016       | Mother, May I Sleep with Danger?                       | Julie Lewisohn               | film TV                                                       |
| 2017       | RuPaul's Drag Race                                     | Ea însăși                    | Sezonul 9, Jurat (1 episod)                                   |
| 2018       | The Look All Stars                                     | Gazdă                        |                                                               |
| 2018       | The Last Sharknado: It's About Time                    | Raye Martin                  | film TV                                                       |
| 2019       | The Masked Singer                                      | Unicorn/Ea însăși            |                                                               |
| 2019       | Masterchef Celebrity Family Showdown                   | Ea însăși cu Stella Spelling | Episodul 2                                                    |
| 2019       | BH90210                                                | Ea însăși/Donna Martin       | Co-producător                                                 |
| 2020       | Celebrity Show-Off                                     | Ea însăși                    | Concurentă                                                    |